# 巴哈伊历法
巴哈伊历法是巴哈伊信仰的历法，又名巴迪历。它是一个平年包含365天，闰年包含366天的太阳历。每年包含19个月，而每月包含十九天，(这一共是361天)，再加上额外的一段时间的"闰日" (平年4天而闰年5天)。 此种历法裡的每年开始于春分，用巴哈伊纪年来记录，以西元1844年的3月21日为第一年的第一日。 从西元2020年3月21日到2021年3月21日是巴哈伊历法的第177年。現行巴哈伊历与公历同步，这意味着在两种历法中，闰年的额外一天是同时发生的。

## 历史
巴哈伊历法由原始的巴迪历发展而来，而巴迪历乃由巴孛所首创。 巴哈欧拉确认并且继承了此历法，同时命定诺鲁兹节为每年的第一天，同时也澄清了每年的闰日。
巴哈欧拉将诺露兹节定为当太阳进入白羊宫的那天，巴哈伊们认为这是春分日的一种定义。
尽管春分日可能是3月的20日，21日或22日，守基·阿芬第声明，到目前为止，巴迪历总是'锁定'到格里高利历，同时每年总是开始于3月20日的日落。 不这样的话，这个历法与格里高利历比起来可能总是差一两天。这种可变的立法(由诺鲁兹节的开始而决定)的详细实施有赖于世界正义院来选定一个特定地点来固定每年的春分日。
巴哈伊历法中的年数从1844年3月21日周四开始算起。那一天是巴哈伊纪元或者巴迪纪元(以下简写为BE)的开始。 所以BE1年从1844年3月20日的日落开始算起。用巴哈伊的名字来说的话，巴哈伊历的第一天就是Istijlál (高贵), 1 Bahá (荣耀) 1 BE. 就像下边详细介绍的那样，巴哈伊历中月份与天数的称呼方法反映了上帝的各种特性。

## 月份
巴哈伊历的一年有19个月，每个月有19天。 十九天斋戒在最后一个月，即‘Alá’(三月二日至三月二十日)进行，斋戒之前是每年的闰日，即阿亚密哈，意思就是「愉快的日子」。平年有四个闰日，而闰年有五个。 闰年的发明标示着一个同伊斯兰教之间重要的决裂，在伊斯兰历中，闰年的实施被古兰经所特地禁止。 斋戒之月之后跟着的就是诺鲁兹节，即新年。因为目前巴历与格里高利历是同步的，巴哈伊的闰年即是公历的闰年。另外，闰日包括了二月28日和三月1日，使这十九个月精确的与格里高利历相同步。
月份的名字是由巴孛从Du'ay-i-Sahar，一个由伊玛目穆罕默德·巴齐尔(即'第五伊玛目')所写的拉马丹月晨祷文中选出。
| 阿拉伯名称读法 | 阿拉伯字母的写法 | 中文翻译 | 格里高利历中的日期           |
| -------------- | ---------------- | -------- | ---------------------------- |
| 巴哈           | بهاء             | 荣       | 三月21日 - 四月8日           |
| 雅拉尔         | جلال             | 华       | 四月9日 - 四月27日           |
| 雅迈尔         | جمال             | 美       | 四月28日 - 五月16日          |
| 亚扎马特       | عظمة             | 耀       | 五月17日 - 六月4日           |
| 努尔           | نور              | 光       | 六月5日 - 六月23日           |
| 拉赫马特       | رحمة             | 恩       | 六月24日 - 七月12日          |
| 卡利玛特       | كلمات            | 道       | 七月13日 - 七月31日          |
| 卡马尔         | كمال             | 全       | 八月1日 - 八月19日           |
| 阿斯玛         | اسماء            | 名       | 八月20日 - 九月7日           |
| 伊扎特         | عزة              | 力       | 九月8日 - 九月26日           |
| 玛施伊亚特     | مشية             | 志       | 九月27日 - 十月15日          |
| 伊尔目         | علم              | 智       | 十月16日 - 十一月3日         |
| 古德拉特       | قدرة             | 权       | 十一月4日 - 十一月22日       |
| 卡乌尔         | قول              | 言       | 十一月23日 - 十二月11日      |
| 马萨伊尔       | مسائل            | 问       | 十二月12日 - 十二月30日      |
| 施阿拉夫       | شرف              | 尊       | 十二月31日 - 一月18日        |
| 苏尔丹         | سلطان            | 治       | 一月19日 - 二月6日           |
| 穆尔克         | ملك              | 统       | 二月7日 - 二月25日           |
| 阿亚密哈       | ايام الهاء       | '哈'之日 | 二月26日 - 三月1日           |
| 阿拉           | علاء             | 崇       | 三月2日 - 三月20日(斋戒之月) |

其中月份的念法为：如公元2010年九月14日即为巴历167年力月第七天。

## 圣日
在巴哈伊历中有十一个圣日，而其中的九天应停止工作休息。里兹万节，一个十二天的节日，巴哈欧拉宣示他的神圣使命的纪念日，是巴哈伊的至圣之日，被称为“至大节日”
伊斯兰的阴历中，巴孛和巴哈欧拉的出生日是连续的两天：分别是穆哈兰月的第一天和第二天 世界正义院决定依照太阳历来庆祝这两天，但是主管部门或个人有权力将其更改为依照阴历庆祝，这通常会使其移动十一或十二天。
| 名称                               | 格里高利历中的日期 | 是否应停止工作 |
| ---------------------------------- | ------------------ | -------------- |
| 诺鲁兹节 (巴哈伊新年)              | 三月21日           | 是             |
| 里兹万节的第一天 (阿拉伯文: رضوان) | 四月21日           | 是             |
| 里兹万节第九天                     | 四月29日           | 是             |
| 里兹万节第十二天                   | 五月2日            | 是             |
| 巴孛宣示日                         | 五月23日           | 是             |
| 巴哈欧拉升天日                     | 五月29日           | 是             |
| 巴孛殉道日                         | 七月9日            | 是             |
| 巴孛诞辰日                         | 十月20日           | 是             |
| 巴哈欧拉诞辰日                     | 十一月12日         | 是             |
| 圣约节                             | 十一月26日         | 否             |
| 阿博都巴哈升天日                   | 十一月28日         | 否             |

## 平日
巴哈伊的一周由周六开始，结束于周五。 每天开始于前一个太阳日的日落，结束于这个太阳日的日落。像伊斯兰教一样，周五也是巴哈伊信仰中的休息日。 然而并不是所有的巴哈伊都把周五作为休息日；例如英国的国家灵体会就不通行这种做法。
| 阿拉伯名称   | 阿拉伯文写法 | 中文翻译 | 是星期几 |
| ------------ | ------------ | -------- | -------- |
| 雅拉尔       | جلال         | 荣耀     | 六       |
| 雅迈尔       | جمال         | 美丽     | 日       |
| 喀麦尔       | كمال         | 完美     | 一       |
| 菲达尔       | فضال         | 优雅     | 二       |
| 伊达尔       | عدال         | 正义     | 三       |
| 伊丝提基拉尔 | استجلال      | 高贵     | 四       |
| 伊丝提克拉尔 | استقلال      | 独立     | 五       |

## 瓦希德和库里沙伊
在巴哈伊历法系统里也存在一个19年的轮回被称为瓦希德(即波斯文中'19')，和一个361年的超级轮回被称为库里沙伊(字面意思“所有事物”)。 瓦希德中的每一年都有一个名字，它们被列于下方。 第一个库里沙伊的第九个瓦希德开始于公历1996年的三月21日，同时第10个瓦希德将开始于2015年。 现在的巴哈伊年，即BE167年，在第一库里沙伊的第九瓦希德中是'维达德'年。 第二库里沙伊将开始于2205年。
这个十九年轮回的概念在公元前4世纪起就以某种形式存在了。这种默冬章代表了人们试图发明方法去关联几种历法中的太阳历与阴历。、
一个瓦希德中的每一年
| 编号 | 波斯名字 | 阿拉伯文写法 | 中文翻译 |
| ---- | -------- | ------------ | -------- |
| 1    | 阿里夫   | ألف          | 字母A    |
| 2    | 巴       | باء          | 字母B    |
| 3    | 阿波     | أب           | 父亲     |
| 4    | 达尔     | دﺍﻝ          | 字母D    |
| 5    | 巴布     | باب          | 门       |
| 6    | 瓦夫     | وﺍو          | 字母V    |
| 7    | 阿巴德   | أبد          | 永久     |
| 8    | 雅德     | جاد          | 慷慨     |
| 9    | 巴哈     | بهاء         | 高贵     |
| 10   | 哈伯     | حب           | 爱       |
| 11   | 巴哈基   | بهاج         | 高兴     |
| 12   | 亚巴布   | جواب         | 答案     |
| 13   | 阿哈德   | احد          | 单独     |
| 14   | 瓦哈布   | وﻫﺎب         | 丰富     |
| 15   | 维达德   | وداد         | 影响     |
| 16   | 巴蒂     | بديء         | 开始     |
| 17   | 巴希     | بهي          | 光明的   |
| 18   | 阿布哈   | ابهى         | 最光明的 |
| 19   | 瓦希德   | واحد         | 团结     |

## 笔记
1. 1 2  Curtis, Larry. . bcca.org. 2004-03-06  [2006-09-24]. （原始内容存档于2006-10-02）.
2. 1 2 3  Taylor, John. . bahai-library.org. 2000-09-01  [2006-09-24]. （原始内容存档于2019-05-20）.
3. 1 2 3  Universal House of Justice. . Wilmette, Illinois, USA: Bahá'í Publishing Trust. 1992: 178–179  [2010-09-14]. ISBN 0853989990. （原始内容存档于2020-12-13）..
4. ↑  Effendi, Shoghi. . India/Hawaii: Bahá'í publishing trust. 1973: 30  [2010-09-14]. （原始内容存档于2021-02-26）.
5. ↑  National Spiritual Assembly of the United States. . bahai.us. 2006-03-05  [2006-09-24]. （原始内容存档于2006-09-28）.
6. 1 2 3 4 5  Esslemont, J. E.  5th. Wilmette, Illinois, USA: Bahá'í Publishing Trust. 1980: 178–179  [2010-09-14]. ISBN 0877431604. （原始内容存档于2021-05-22）.
7. ↑  .   [2010-10-02]. （原始内容存档于2015-11-17）.
8. ↑  Taherzadeh, A. . Oxford, UK: George Ronald. 1976: 116–7  [2010-09-14]. ISBN 0853982708. （原始内容存档于2018-07-29）.
9. ↑  Stephen N. Lambden. The Du'á  Sahar or Supplication of Glory-Beauty (al-bahá') 的存檔，存档日期2008-10-06.
10. 1 2 3 4  National Spiritual Assembly of the United States.  (PDF). bahai.us. 2006-03-05  [2006-09-23]. （原始内容 (PDF)存档于2006-09-28）.
11. ↑  Walbridge, John. . 2003-10-02  [2006-09-23]. （原始内容存档于2011-05-14）.
12. ↑  Taherzadeh, Adib. . Oxford, UK: George Ronald. 1987: 334  [2010-09-14]. ISBN 0853982708. （原始内容存档于2018-09-16）.
13. 1 2 3 4 5 6  Effendi, Shoghi. . Wilmette, Illinois: Bahá'í Publishing Committee. 1950  [2010-09-14]. （原始内容存档于2010-09-18）.
14. ↑  . Bahá'í News. 1939-07-10, (162, April 1943): 5. In Effendi, Shoghi; Bahá'u'llah, 'Abdu'l-Bahá, The Universal House of Justice. Hornby, Helen , 编. . New Delhi, India: Bahá'í Publishing Trust. 1983: 109  [2009-03-15]. ISBN 9788185091464. （原始内容存档于2021-01-26）. III. Bahá'í: E. Miscellaneous Subjects: 372. Friday is Day of Rest in Bahá'í Calendar.
15. ↑  Bellenir, Karen.  3rd. Omnigraphics. 2004: 154. ISBN 0780806654.
16. ↑  National Spiritual Assembly of the Bahá’ís of the United Kingdom. Letter from the NSA to the Chaplaincy to the Bahá’í Council for Wales （页面存档备份，存于） consulted 1 September 2011
17. 1 2 3  Bolhuis, Arjen. . 2006-03-23  [2006-09-23]. （原始内容存档于2010-10-07）.

## 另外参考
- Effendi, Shoghi.  4th. London, UK: Bahá'í Publishing Trust. 1976. ISBN 0900125136.

- Esslemont, John.  5th. Wilmette, Illinois, USA: Bahá'í Publishing Trust. 1980  [2010-09-14]. ISBN 0877431604. （原始内容存档于2021-05-22）.

- Keil, Gerald. . UK: George Ronald. 2008. ISBN 9780853985273.